# 165-й меридіан західної довготи
165-й меридіан західної довготи — лінія довготи, що лежить на 165 градусів західніше Гринвіцького меридіана. Вона проходить від Північного полюса через Північний Льодовитий океан, Північну Америку, Тихий океан, Південний океан та Антарктиду до Південного полюса.
165-й меридіан західної довготи формує велике коло разом із 15-тим меридіаном східної довготи.
Це центральний меридіан часового поясу UTC-11, також відомого як Самоанський час.

## Список географічних об'єктів, що перетинає 165° зх. д.
Починаючи на Північному полюсі та рухаючись до Південного полюса, 165-й меридіан західної довготи проходить через:
| Координати                                                   | Країна, територія або море | Примітки                                                  |
| ------------------------------------------------------------ | -------------------------- | --------------------------------------------------------- |
| 90°0′ пн. ш. 165°0′ зх. д. / 90.000° пн. ш. 165.000° зх. д.  | Північний Льодовитий океан |                                                           |
| 71°46′ пн. ш. 165°0′ зх. д. / 71.767° пн. ш. 165.000° зх. д. | Чукотське море             |                                                           |
| 68°53′ пн. ш. 165°0′ зх. д. / 68.883° пн. ш. 165.000° зх. д. | США                        | Аляска                                                    |
| 67°54′ пн. ш. 165°0′ зх. д. / 67.900° пн. ш. 165.000° зх. д. | Чукотське море             | Затока Коцебу                                             |
| 66°30′ пн. ш. 165°0′ зх. д. / 66.500° пн. ш. 165.000° зх. д. | США                        | Аляска — проходить через півострів Сьюард                 |
| 64°26′ пн. ш. 165°0′ зх. д. / 64.433° пн. ш. 165.000° зх. д. | Берингове море             | Протока Нортона                                           |
| 62°32′ пн. ш. 165°0′ зх. д. / 62.533° пн. ш. 165.000° зх. д. | США                        | Аляска — проходить через дельту Юкону та Кускоквіму       |
| 60°21′ пн. ш. 165°0′ зх. д. / 60.350° пн. ш. 165.000° зх. д. | Берингове море             | Проходить західніше острова Унімак, Аляска, США           |
| 54°8′ пн. ш. 165°0′ зх. д. / 54.133° пн. ш. 165.000° зх. д.  | США                        | Аляска — проходить через острів Тігальда                  |
| 54°4′ пн. ш. 165°0′ зх. д. / 54.067° пн. ш. 165.000° зх. д.  | Тихий океан                |                                                           |
| 60°0′ пд. ш. 165°0′ зх. д. / 60.000° пд. ш. 165.000° зх. д.  | Південний океан            |                                                           |
| 78°33′ пд. ш. 165°0′ зх. д. / 78.550° пд. ш. 165.000° зх. д. | Антарктида                 | Проходить через Територію Росса (претендує Нова Зеландія) |